# Jason High
Jason High (Kansas City, 12 de outubro de 1981) é um lutador americano de artes marciais mistas, atualmente compete no Peso Meio Médio. High também já competiu no UFC, Strikeforce, Affliction e Dream. Ele atualmente treina na American Top Team, em Coconut Creek, Florida.

## Background
High nasceu em Kansas City, Missouri, filho de Perry High e Leslie Siskey, ele também tem dois irmãos: Lamont e Perry Jr. e uma irmã chamada Vanessa Siskey. High começou a jogar futebol e baseball ainda jovem, antes de se mudar para Blue Springs, Missouri com 10 anos de idade, onde ele descobriu o wrestling. Pelo seu segundo ano na Blue Springs High School ele estava no elenco do colégio. Ele era destaque na escola, com o cartel de 102-23 durante três anos, com o recorde de 44-7 em seu último ano, enquanto batia o recorde de quedas da escola e finalizava seu quinto ano em Campeonatos Estaduais de Missouri. High também foi uma seleção de todos os estados de 1999. Ele então continuou no nível colegial por cinco anos. Ele passou os dois primeiros anos na Meramec Community College em St. Louis, Missouri, onde ele se saiu muito bem e também se classificou duas vezes para o Campeonato Nacional. High então passou três anos na Universidade de Nebraska em Lincoln como um walk-on player, onde teve muito prestígio no programa da Division I. High teve um começo difícil em sua carreira em Nebraska, tendo 4-16 em seu primeiro ano na faculdade, mas foi capaz de transformar sua carreira e conseguiu o recorde de 11-10 em seu último ano de elegibilidade. High se formou com três letras do time do colégio de Nebraska. Em seu último semestre em Nebraska, High participou de uma faculdade na Costa Rica, onde ele descobriu o Jiu Jitsu. Ele se formou em história e trabalhava como gerente de operações e tempo integral como EMT para uma companhia privada de ambulância. Ele ainda trabalhava no começo de sua carreira nas artes marciais mistas.

## Carreira no MMA

### Começo da carreira
High fez uma luta amadora em 2005, com vitória por finalização, antes de fazer sua estréia profissional um mês depois. High venceu suas sete primeiras lutas profissionais antes de fazer sua estréia no Affliction.

### Affliction
Jason High fez sua estréia no Affliction perdendo para Jay Hieron no card Day of Reckoning. High foi nocauteado por um dos socos de Hieron.

### Dream
High depois entrou para o Grand Prix de Meio Médios do Dream. No round de abertura do torneio em 5 de Abril de 2009, ele enfrentou Yuya Shirai. High derrotou Shirai rapidamente no primeiro round com um mata leão. No round seguinte, no Dream 10, ele derrotou o brasileiro André Galvão por decisão. Ele enfrentou Marius Zaromskis na final, mas foi nocauteado no primeiro round.

### Ultimate Figthing Championship
High depois assinou com o UFC e fez sua estréia contra Charlie Brenneman no card preliminar do UFC Fight Night: Florian vs. Gomi, perdendo por decisão unânime. Após a derrota para Brenneman, High foi demitido da organização.

### Pós UFC
High voltou para sua cidade natal de Kansas City e abriu uma fábrica em Leawood, Kansas com LC Davis e também começou a treinar na American Top Team em Coconut Creek, Florida. Ele se recuperou de suas duas derrotas consecutivas, com uma vitória por decisão unânime sobre Jordan Mein, no Canada no RITC 40 em Taber, Alberta. E em seguida uma interrupção no primeiro round sobre o então invicto Keto Allen no Heat XC 6 em 15 de Outubro.
High enfrentou Hayato Sakurai em 31 de Dezembro de 2010 no Dynamite!! 2010. Ele venceu a luta por decisão dividida.
High em seguida enfrentou Rudy Bears em 28 de Janeiro de 2011 no Titan Fighting 16. Ele venceu por finalização no primeiro round.

### Strikeforce
Em 7 de Fevereiro de 2011, foi anunciado que High havia assinado um contrato multi lutas com o Strikeforce. Ele fez sua estréia no Strikeforce Challengers: Fodor vs. Terry e derrotou Quinn Mulhern por decisão unânime.
Em sua segunda luta na promoção, High enfrentou Todd Moore em Setembro de 2011 no Strikeforce Challengers: Larkin vs. Rossborough. Ele venceu a luta por decisão unânime.
Para sua terceira luta no Strikeforce, High enfrentou Nate Moore em Julho de 2012 no card preliminar do Strikeforce: Rockhold vs. Kennedy. Ele venceu a luta por finalização em apenas 26 segundos do primeiro round.

### Retorno ao UFC
Em 8 de Janeiro de 2013, High anunciou que havia assinado um contrato com o UFC.
High era esperado para enfrentar Ildemar Alcântara em 8 de Junho de 2013 no UFC on Fuel TV: Nogueira vs. Werdum. Porém, High foi retirado da luta com Alcantara no fim de Abril para enfrentar Erick Silva no mesmo card, após o adversário original de Silva, John Hathaway se retirar do evento. Ele perdeu a luta por finalização.
High enfrentou James Head em 28 de Agosto de 2013 no UFC Fight Night: Condit vs. Kampmann. Ele venceu a luta por finalização no primeiro round.
Ele enfrentou o estreante no UFC Anthony Lapsley em 16 de Novembro de 2013 no UFC 167. Ele venceu por decisão unânime.
High era esperado para enfrentar o prospecto russo Adlan Amagov em 15 de Janeiro de 2014 no UFC Fight Night: Rockhold vs. Philippou. Porém, uma lesão tirou Amagov do combate, e o estreante Beneil Dariush foi colocado no lugar dele. Porém, High teve seu apêndice rompido e foi substituído pelo veterano retornando ao UFC Charlie Brenneman.
High enfrentou Rafael dos Anjos em 7 de Junho de 2014 no UFC Fight Night: Henderson vs. Khabilov, em sua estréia na categoria Peso Leve. Ele perdeu por nocaute técnico no segundo round. Durante a luta, High mostrou uma má adaptação a categoria, demonstrando cansaço cedo na luta e ficando sem sua força natural. Após o árbitro interromper a luta, insatisfeito com o resultado High o empurrou. O presidente do UFC Dana White julgou a atitude antidesportiva, assim demitindo High do UFC.

### World Series of Fighting
High estreou no WSOF contra o também ex-UFC Estevan Payan em 20 de Novembro de 2015 no WSOF 25. Ele venceu a luta por nocaute com um chute na cabeça no segundo round.

## Campeonatos e realizações
- Dream
  - Finalista do Grand Prix de Meio Médios do Dream

## Cartel no MMA
| Cartel no MMA   |             |            |
| 24 lutas        | 19 vitórias | 5 derrotas |
| Por nocaute     | 4           | 3          |
| Por finalização | 8           | 1          |
| Por decisão     | 7           | 1          |

| Res.    | Cartel | Oponente             | Método                                             | Evento                                          | Data       | Round | Tempo | Local                     | Notas                                           |
| ------- | ------ | -------------------- | -------------------------------------------------- | ----------------------------------------------- | ---------- | ----- | ----- | ------------------------- | ----------------------------------------------- |
| Vitória | 21-6   | Caros Fodor          | Decisão (unânime)                                  | PFL Daytona                                     | 30/06/2017 | 3     | 5:00  | Daytona Beach, Flórida    |                                                 |
| Derrota | 20-6   | João Zeferino        | Nocaute Técnico (socos)                            | WSOF 33                                         | 07/10/2016 | 3     | 0:51  | Kansas City, Missouri     |                                                 |
| Vitória | 20-5   | Mike Ricci           | Nocaute Técnico (socos)                            | WSOF 31                                         | 17/06/2016 | 2     | 4:08  | Mashantucket, Connecticut |                                                 |
| Vitória | 19-5   | Estevan Payan        | Nocaute (chute na cabeça e socos)                  | WSOF 25                                         | 20/11/2015 | 2     | 0:47  | Phoenix, Arizona          |                                                 |
| Derrota | 18-5   | Rafael dos Anjos     | Nocaute Técnico (socos)                            | UFC Fight Night: Henderson vs. Khabilov         | 07/06/2014 | 2     | 3:36  | Albuquerque, New Mexico   | Estréia nos Leves.                              |
| Vitória | 18-4   | Anthony Lapsley      | Decisão (unânime)                                  | UFC 167: St. Pierre vs. Hendricks               | 16/11/2013 | 3     | 5:00  | Las Vegas, Nevada         |                                                 |
| Vitória | 17–4   | James Head           | Finalização (guilhotina)                           | UFC Fight Night: Condit vs. Kampmann II         | 28/08/2013 | 1     | 1:41  | Indianapolis, Indiana     |                                                 |
| Derrota | 16–4   | Erick Silva          | Finalização (triângulo com chave de braço reverso) | UFC on Fuel TV: Nogueira vs. Werdum             | 08/06/2013 | 1     | 1:11  | Fortaleza, Ceará          |                                                 |
| Vitória | 16–3   | Nate Moore           | Finalização (guilhotina)                           | Strikeforce: Rockhold vs. Kennedy               | 14/07/2012 | 1     | 0:26  | Portland, Oregon          |                                                 |
| Vitória | 15–3   | Todd Moore           | Decisão (unânime)                                  | Strikeforce Challengers: Larkin vs. Rossborough | 23/09/2011 | 3     | 5:00  | Las Vegas, Nevada         |                                                 |
| Vitória | 14–3   | Quinn Mulhern        | Decisão (unânime)                                  | Strikeforce Challengers: Fodor vs. Terry        | 24/06/2011 | 3     | 5:00  | Kent, Washington          |                                                 |
| Vitória | 13–3   | Rudy Bears           | Finalização Técnica (guilhotina)                   | Titan Fighting Championships 16                 | 29/01/2011 | 1     | 0:51  | Kansas City, Kansas       |                                                 |
| Vitória | 12–3   | Hayato Sakurai       | Decisão (dividida)                                 | Dynamite!! 2010                                 | 31/12/2010 | 3     | 5:00  | Saitama, Saitama          |                                                 |
| Vitória | 11–3   | Keto Allen           | Nocaute Técnico (socos)                            | Heat XC 6: Bragging Rights                      | 15/10/2010 | 1     | 2:08  | Edmonton, Alberta         |                                                 |
| Vitória | 10–3   | Jordan Mein          | Decisão (unânime)                                  | Rumble in the Cage 40                           | 26/08/2010 | 3     | 5:00  | Taber, Alberta            |                                                 |
| Derrota | 9–3    | Charlie Brenneman    | Decisão (unânime)                                  | UFC Fight Night: Florian vs. Gomi               | 31/03/2010 | 3     | 5:00  | Charlotte, North Carolina |                                                 |
| Derrota | 9–2    | Marius Žaromskis     | Nocaute (chute na cabeça)                          | Dream 10                                        | 20/07/2009 | 1     | 2:22  | Saitama, Saitama          | Final do GP de Meio Médios do Dream             |
| Vitória | 9–1    | André Galvão         | Decisão (dividida)                                 | Dream 10                                        | 20/07/2009 | 2     | 5:00  | Saitama, Saitama          | Semifinal do GP de Meio Médios do Dream         |
| Vitória | 8–1    | Yuya Shirai          | Finalização (mata leão)                            | Dream 8                                         | 05/04/2009 | 1     | 0:59  | Aichi                     | Round de Abertura do GP de Meio Médios do Dream |
| Derrota | 7–1    | Jay Hieron           | Nocaute (soco)                                     | Affliction: Day of Reckoning                    | 24/01/2009 | 1     | 1:04  | Anaheim, California       |                                                 |
| Vitória | 7–0    | Markhaile Wedderburn | Finalização (guilhotina)                           | Iroquois: MMA Championships 4                   | 21/06/2008 | 1     | 0:45  | Hagersville, Ontario      |                                                 |
| Vitória | 6–0    | Troy Acker           | Nocaute (soco)                                     | GC 74: Evolution                                | 16/02/2008 | 1     | 0:24  | Los Angeles, California   |                                                 |
| Vitória | 5–0    | Jay Diamond          | Finalização (guilhotina)                           | International Gladiator Championships           | 10/11/2007 | 1     | 1:41  | Guatemala City            |                                                 |
| Vitória | 4–0    | Kevin Burns          | Nocaute Técnico (interrupção médica)               | VFC 18: Hitmen                                  | 16/02/2007 | 2     | 5:00  | Council Bluffs, Iowa      |                                                 |
| Vitória | 3–0    | James Giboo          | Finalização (mata leão)                            | MCC 3: Mayhem                                   | 20/05/2006 | 2     | 0:56  | Des Moines, Iowa          |                                                 |
| Vitória | 2–0    | Bryce Teager         | Decisão (unânime)                                  | VFC 12: Warpath                                 | 25/02/2006 | 3     | 5:00  | Council Bluffs, Iowa      |                                                 |
| Vitória | 1–0    | Sean Westbrook       | Finalização (mata leão)                            | AFC 3: Impact                                   | 24/09/2005 | 2     | 2:50  | Omaha, Nebraska           |                                                 |